# Dalechampia papillistigma
Dalechampia papillistigma är en törelväxtart som beskrevs av Armbr.. Dalechampia papillistigma ingår i släktet Dalechampia och familjen törelväxter. Inga underarter finns listade i Catalogue of Life.